# Álvaro de Bazán
Dom Álvaro de Bazán y Guzmán, 1º marquês de Santa Cruz de Mudela, Grande de Espanha de 2.ª Classe (Granada, 12 de Dezembro de 1526 — Lisboa, 9 de Fevereiro de 1588), militar espanhol, perito em operações navais, que teve um papel decisivo na batalha de Lepanto, na conquista de Lisboa em 1580 e nas campanhas de 1582 e 1583 para a conquista dos Açores. Desbaratou a armada luso-francesa de D. António I na batalha naval de Vila Franca e submeteu em 1583 a ilha Terceira pelo desembarque da Baía das Mós, saqueando a cidade de Angra. Foi nomeado "Capitão-General do mar Oceano" e "Capitão-general da gente de guerra do Reino de Portugal" (no castelhano original: Capitán General del mar Océano y de la gente de guerra del Reyno de Portugal).

## Biografia
Segundo alguns biógrafos, era natural das Astúrias, enquanto outros o crêem natural de Guadix, Granada. A vida militar de Bazán está indissoluvelmente ligada aos principais feitos de armas da Armada castelhana durante o reinado de Felipe II: A derrota da armada francesa nas águas da Galiza; a conquista da ilha de La Gomera; o socorro à ilha de Malta; a batalha de Lepanto e a ocupação da ilha Terceira, nos Açores. Durante a Batalha de Alcântara, a 25 de agosto de 1580, comandou a armada que neutralizou no estuário do Tejo, diante de Lisboa, as forças navais apoiantes do Prior do Crato.
A morte surpreendeu-o em Lisboa, em 1588. Tinha sido demitido pouco antes da sua morte, quando se encontrava ocupado na preparação de novas campanhas. Comprou o senhorio da vila de Valdepeñas e o lugar de Viso del Puerto na actual província de Ciudad Real; por isso o nome deste último lugar foi mudado para Viso del Marqués.
Construiu para si próprio, em finais do século XVI dois palácios, um na Plaza Mayor de Valdepeñas, que já não existe, e outro ao lado da igreja paroquial de Viso del Marqués, que ainda se conserva e é utilizado actualmente como Arquivo da Marinha Espanhola. O marquês queria assim estar a meio do caminho entre a Corte e o porto de Sevilha, ao qual, como marinheiro tinha que acudir frequentemente. É um impressionante edifício de planta quadrada construído em torno de um formoso átrio renascentista; os muros e tectos acham-se cobertos de frescos de dupla temática: por um lado cenas mitológicas e por outro batalhas navais e cidades italianas relacionadas com a trajectória militar do Marquês.
Os frescos são da autoria de pintores maneiristas italianos, os Perola. Apesar de o palácio ter sofrido alguns danos devido ao famoso terramoto de Lisboa e de ter estado a ponto de ser destruído pelas tropas pro-austríacas de Edward Hamilton durante a Guerra da Sucessão Espanhola, nos princípios do século XVIII, altura em que foi salvo pelo capelão do marquês, Carlos de Praves, está hoje perfeitamente conservado.
Na igreja paroquial da aldeia há um crocodilo dissecado que está dependurado de uma das abóbadas. Este troféu foi oferecido pelo marquês como ex-voto no regresso de uma das suas viagens.
O marquês de Santa Cruz protegeu as artes e as letras ao longo de toda a sua vida. D. Álvaro de Bazán é muito provável que tenha apoiado Bernardo de Balbuena e outros poetas, como um desconhecido "bachiller Jarana", que deixou obra a ele dedicada.
O filho de D. Álvaro protegeu Félix Lope de Vega, que lhe dedicou uma comédia, e durante o século XVIII, a família dos marqueses de Santa Cruz de Mudela foi sempre ilustrada, fomentou as indústrias locais e a educação nos seus senhorios e protegeu escritores e intelectuais ilustres como José Viera e Clavijo e Manuel Lanz de Casafonda, que foram preceptores dos seus filhos.

### Sucessos militares
O número de vitórias conseguidas por D. Álvaro de Bazán colocam-no entre os mais proficientes comandantes navais da história mundial. A lista que se segue está incompleta:
- Ilhas conquistadas: 8
- Cidades conquistadas: 2
- Vilas conquistadas: 25
- Castelos e fortes tomados: 36
- Capitães generais derrotados: 8
- Mestres de campo derrotados: 2
- Senhores e cavaleiros principais derrotados: 60
- Soldados e marinheiros franceses rendidos: 4 759
- Soldados e marinheiros ingleses rendidos: 780
- Soldados e marinheiros portugueses rendidos: 6 243
- Prisioneiros cristãos libertados: 1.564
- Galés reais capturadas: 44
- Goletas capturadas: 21
- Galeões e navios de alto bordo capturados: 99
- Bergantins capturados: 27
- Caramuzais turcos apresados: 7
- Navios mouros apresados: 3
- Galeaças apresadas: 1
- Peças de artilharia capturadas: 1 814